# Bibelfenster
Bibelfenster bezeichnet ein architektonisch, gestalterisch oder baugeschichtlich herausragendes Fenster von Kirchen, Kapellen und anderen religiös genutzten Bauwerken. Auf dem farbigen Glas werden zumeist Szenen aus dem Alten oder Neuen Testament der Bibel gezeigt, weswegen die Fenster so genannt werden.
Beispiele für dafür sind:
- Bibelfenster (La Baussaine) im Chor der römisch-katholischen Pfarrkirche St-Léon in La Baussaine, einer französischen Gemeinde im Département Ille-et-Vilaine in der Region Bretagne
- Jüngeres Bibelfenster (Kölner Dom) in der Stephanskapelle des Kölner Doms